# Pace (Arisa)
Pace è un singolo della cantante pop italiana Arisa, diffuso nelle radio italiane il 23 aprile 2010 per la promozione del secondo disco dell'artista, Malamorenò.

## Descrizione
La canzone ha per soggetto le emozioni che contrastano con la pace, sentimento che la cantante fa prevalere su tutti gli altri nel testo del brano, scritto per lei da Giuseppe Anastasi. È stata presentata durante un'esibizione della cantante nel programma di Canale 5 Domenica cinque.
Il brano ha ricevuto una candidatura per la terza edizione del Premio Mogol.

## Tracce
1. Pace – 3:48